# Syzeuxis magnidica
Syzeuxis magnidica là một loài bướm đêm trong họ Geometridae.